# داني ميراندا
داني ميراندا هو لاعب كرة قاعدة كوبي، ولد في 12 نوفمبر 1978.

## وصلات خارجية
- داني ميراندا على موقع أوليمبيديا (الإنجليزية)